# Feelin' You (Part II)
"Feelin' You (Part II)" é o primeiro single da cantora norte-americana Solange Knowles, extraído de seu primeiro álbum de estúdio Solo Star.

## Desempenho nas paradas musicais
| Parada musical (2003)                          | Melhor posição |
| ---------------------------------------------- | -------------- |
| Estados Unidos - Billboard R&B/Hip-Hop Songs   | 73             |
| Estados Unidos - Billboard Hot Dance Club Play | 2              |